# كفالة الزائر
الكفالة أو إعلان الالتزام أو تعهد المسؤولية هو مستند يخدم لإثبات أن تكاليف إقامة مواطن أجنبي أثناء زيارة دولة أجنبية غير دولته حاضرة وثابته، ويسمح هذا المستند بتقديم طلب الزيارة في السفارة أو القنصلية. يصدر مكتب الأجانب هذا المستند للداعي بناء على إثبات منه بحضور الموارد من أموال ومبيت للزائر.